# Birchall, Staffordshire
Birchall är en by i Staffordshire i England. Byn är belägen 32 km 
från Stafford. Orten har 649 invånare (2015).